# Noteckie

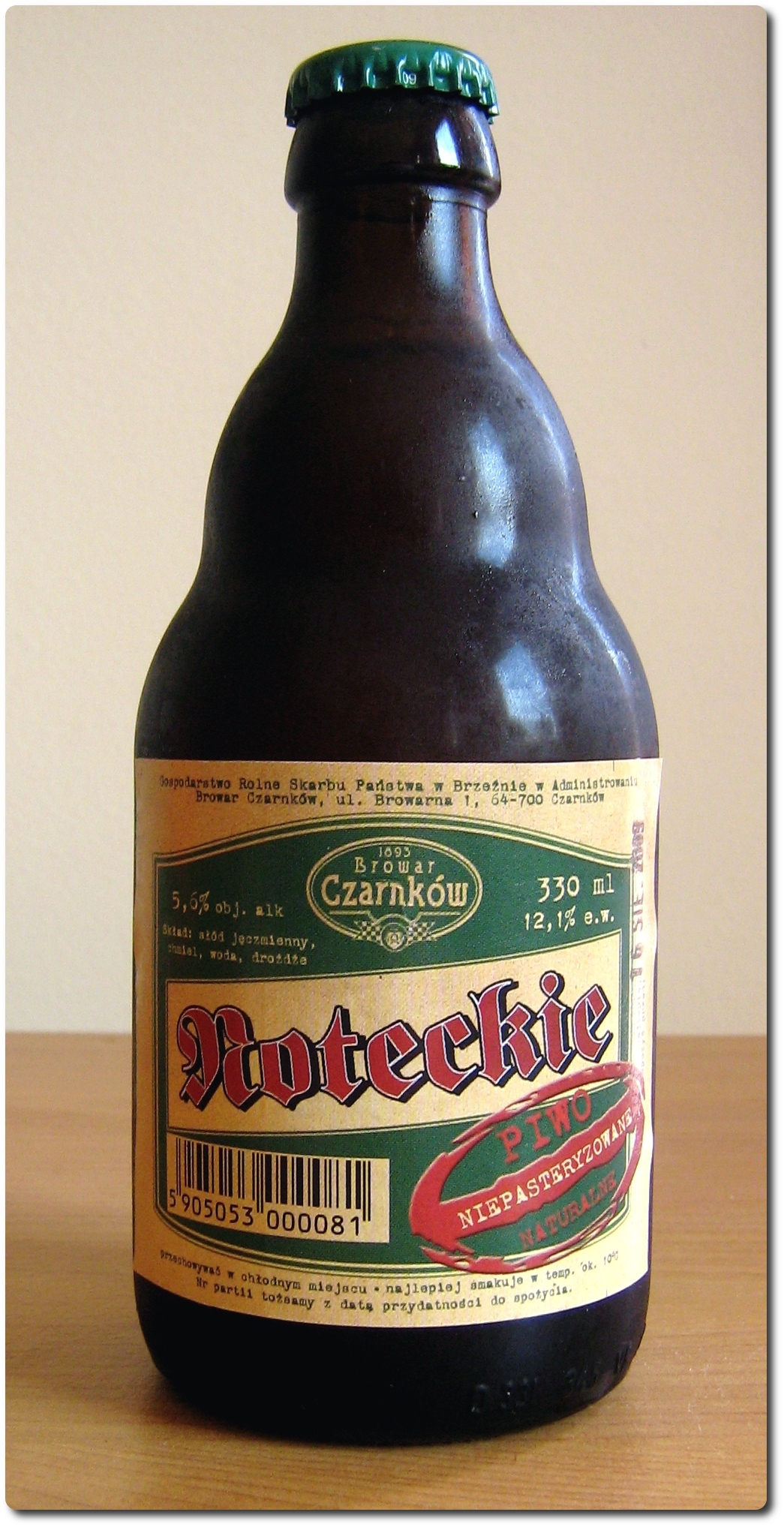
Noteckie в пляшці типу Steine

Noteckie — марка пива низового бродіння, звареного Пивоварнею Чарнкув. Пиво вариться трьох сортів:
- Noteckie Jasne Pełne — світлий лагер з 12,1 % екстрактом і 5,6 % вмістом спирту
- Noteckie Niepasteryzowane — світлий лагер із вмістом екстракту 12,1 % та 5,6 % спирту
- Eire Noteckie — темний лагер із вмістом екстракту 14,1 % та 5,6 % спирту

Пиво піддається класичному бродінню у відкритих чанах. У минулому серія пива Noteckie також включала: Noteckie Mocne, Pils Noteckie та Noteckie Ciemne.
Пиво Noteckie було внесено 20 березня 2006 року до переліку традиційних продуктів Міністерства сільського господарства та розвитку села.

## Призи та нагороди

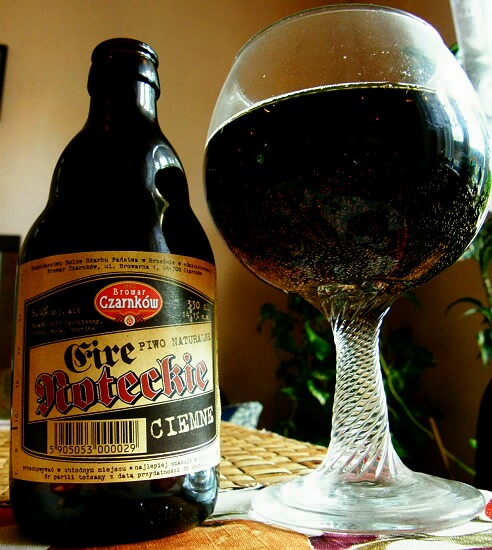
Eire Noteckie

- 2009: титул Пиво року для пива Noteckie Jasne Pełne в плебісциті вебсайту Browar.biz
- 2009: перше місце у категорії легкого пива до 13° Blg у плебісциті Browar.biz для Noteckie Jasne Pełne
- 2009: друге місце у категорії темно-заквашеного пива — вище 13° Blg у плебісциті Browar.biz для пива Eire Noteckie
- 2008: друге місце у категорії легкого пива до 13° Blg у плебісциті Browar.biz для Noteckiesne Pełne
- 2008: друге місце у категорії темно-заквашеного пива — вище 13° Blg у плебісциті Browar.biz для Ейра Нотцкі
- 2007: премія Rotary Club Szamotuły за пиво Noteckie та Eire у конкурсі «Наша регіональна кулінарна спадщина»[3]
- 2006: третє місце у категорії світлого пива до 13° Blg у опитуванні Browar.biz для Noteckie Jasne Pełne
- 2005: друге місце у категорії легкого пива до 13° Blg у плебісциті Browar.biz для Noteckie Jasne Pełne

- 2004: перше місце у категорії легкого пива до 13° Blg у плебісциті Browar.biz для Noteckie Jasne Pełne
- 2003: друге місце у категорії світлого пива до 13° Blg у опитуванні Browar.biz для Noteckie Jasne Pełne